# Massacre de Misterei
O Massacre de Misterei ocorreu entre 27 e 28 de maio de 2023 quando homens armados árabes afiliados às Forças de Apoio Rápido atacaram a cidade de Misterei, no oeste de Darfur, durante a Batalha de Geneina, matando 97 civis masalits após breves confrontos com a Aliança Sudanesa e grupos de autodefesa masalits, e provocado a destruição da cidade.

## Prelúdio
Ao longo da Guerra do Darfur, a cidade de Misterei tem sido um centro de violência entre tribos árabes afiliadas aos Janjaweed e às Forças de Apoio Rápido contra tribos não-árabes, predominantemente os masalits, que vivem na localidade. Como resultado da baixa proteção do Exército Sudanês e da UNAMID após o Acordo de Paz de Juba em 2020, grupos de autodefesa masalits formaram-se em Misterei. A cidade foi palco de um massacre perpetrado pelas Forças de Apoio Rápido em 2020, que matou 42 masalits e 18 agressores. Após o massacre, Misterei baniu os árabes da cidade.
Em Março de 2023, as Forças Armadas Sudanesas transferiram a sua base de Misterei para Geneina, a capital de Darfur Ocidental. Quando a Batalha de Geneina se intensificou em Maio de 2023, os militantes das Forças de Apoio Rápido começaram a atacar em massa civis masalits na cidade, com mais de mil pessoas mortas, muitas das quais eram masalits. Como resultado, a única força que defendia a cidade era a Aliança Sudanesa liderada pelo governador de Darfur Ocidental, Khamis Abakar. Em 26 de maio, grupos de autodefesa masalits nas montanhas de Misterei, que se defendiam contra ataques das Forças de Apoio Rápido, entraram em confronto com combatentes árabes na montanha Dorondi. Um segundo grupo de autodefesa deslocou-se para a montanha Shorrong próxima para adicionar proteção adicional.
No dia 27 de maio, eclodiu uma batalha em Jabal Derindi, a três quilômetros de Misterei, entre as forças sudanesas e as Forças de Apoio Rápido. Dezessete soldados das Forças Armadas Sudanesas foram mortos e dez ficaram feridos.

## Massacre
Antes do ataque a Misterei, um grupo de 300 combatentes das Forças de Apoio Rápido e tribos aliadas cercaram a localidade na noite de 27 de maio, com exceção do sul e do oeste, onde os combatentes entraram na cidade. Os combatentes eram oriundos das tribos Awlad Rashid, Misseriya e Awlad Janoob, liderados por Mohamed Zain Taj Eldien e Hamid Yousef Mustafa. Alguns dos agressores provinham dos grupos étnicos Mima e Bargo. Os atacantes chegaram em doze Land Cruisers, oito dos quais eram propriedade das Forças de Apoio Rápido, quatro dos quais eram privados. Outros combatentes montavam cerca de 150 cavalos e 140 motocicletas. Cerca de 90 militantes da Aliança Sudanesa, signatários do Acordo de Juba, intervieram na cidade, liderados pelo Capitão Elteybe Abdulla Ahmed. Os moradores estavam temerosos de seguir para os arredores da cidade, mas "não havia saída".
Os primeiros confrontos começaram na montanha Shorrong logo após o amanhecer, quando o Janjaweed lançou uma ofensiva a partir do oeste. As ofensivas posteriores vieram do norte e do sul. Os Janjaweed vieram em ondas, de acordo com um veterano dos ataques, e muitos dos grupos de autodefesa estavam espalhados pela cidade e ao redor dela em grupos de 7 a 15. Os grupos de autodefesa masalits rapidamente caíram para os Janjaweed. As batalhas entre a Aliança Sudanesa e os Janjaweed duraram três horas e meia, durante as quais civis afirmaram que os combatentes árabes foram de casa em casa, matando masalits de pele mais escura e gritando "Mate o escravo, mate o escravo!" 
Civis feridos foram levados para a mesquita Atik, embora os Janjaweed tenham invadido o local e atirado nos feridos e naqueles que os atendiam. Depois de matar várias pessoas, os combatentes árabes gritaram "Matamos os zorga! (um insulto para os negros)." Os Janjaweed também saquearam casas, fazendas e lojas, antes de incendiarem muitos bairros. O mercado de Misterei foi completamente saqueado e incendiado. Imagens de satélite tiradas em 3 de junho mostraram a cidade inteira incendiada.

## Consequências
Mais tarde, no dia 29 de maio, os residentes restantes enterraram os corpos dos civis mortos em Misterei. Cerca de 80 corpos foram enterrados em uma vala comum, localizada perto do hospital de Misterei, na parte sudeste da cidade. Os feridos foram levados para Adré ou Abashi para tratamento. A primeira vala comum continha cinquenta e nove corpos, a maioria de homens, e foi feita rapidamente devido ao medo de novos ataques pelo Janjaweed. Nos dias seguintes, mais corpos foram enterrados, elevando o número de mortos para 97. 160 pessoas também ficaram feridas.
Novecentas famílias fugiram naquele mesmo dia para o Chade. Da população original de 26.000 habitantes, 17.000 fugiram para a cidade chadiana de Gongour.
As Forças de Apoio Rápido rejeitaram as alegações de que estavam envolvidas no massacre, referindo-se a ele como “um conflito tribal”.

## Nota
- Este artigo foi inicialmente traduzido, total ou parcialmente, do artigo da Wikipédia em inglês cujo título é «Misterei massacre».